# Mochowo
Mochowo – wieś gminna w Polsce położona w województwie mazowieckim, w powiecie sierpeckim. Ma status sołectwa.
W latach 1954–1972 wieś należała i była siedzibą władz gromady Mochowo. W latach 1975–1998 miejscowość administracyjnie należała do województwa płockiego.
Prywatna wieś szlachecka położona była w drugiej połowie XVI wieku w powiecie sierpeckim województwa płockiego. Od 1864 do 1945 r. Mochowo przynależało administracyjnie do gminy Lisewo.

## Historia
Mochowo było prawdopodobnie kiedyś własnością benedyktynów płockich, gdyż w 1388 r. nazywane jest Mochowem monachorum. W 1477 r. dobra ziemskie Mochowo wraz ze Szczytnem były własnością Szczepana Miszewskiego herbu Prus, kasztelana płockiego z Miszewa-Stefany i jego młodszego brata. Córka Szczepana Anna wniosła w posagu ten majątek mężowi Hieronimowi Nakwaskiemu i umierając przed 1540 r. pozostawiła go z trzema córkami Dorotą, Katarzyną i Anną. Wieś, która wraz z wójtostwem liczyła w XVI w. około 280 ha przypadła Dorocie wydanej za mąż za Krzysztofa Wieczfińskiego z Karniszyna. Po śmierci męża około 1553 r. Dorota gospodarowała w Mochowie z córką Anną, którą wydała za Łysakowskiego.
Od 1562 r. Mochowo było własnością Marcina Grabskiego, być może drugiego męża Anny. Po nim w latach 1607-20 dziedzicem w Mochowie i kolatorem kościoła był jego syn Stanisław Grabski. Pozostawił on w 1631 r. synów Andrzeja, Mikołaja, Feliksa i Marcina Grabskich, z których jako dziedzice w Mochowie występowali w 1651 r. W 1678 r. Teresa Romatowska wdowa po Feliksie Grabskim z synem Janem odstąpiła Mochowo z prawem patronatu kościoła i z młynem w Kozimrogu Rzecznym Wojciechowi Żółtowskiemu, wówczas podpiskowi ziemskiemu i grodzkiemu płockiemu, który od 1648 roku był jej drugim mężem [AGAD, Płockie. Gr. Wieczyste, sygn. 153, k. 368, 1652 r.]. Wojciech Żółtowski zmarł w 1704 r. jako podsędek ziemski i pisarz grodzki, dziedzic Mochowa, a także Brochocina i Tchórza, pozostawiając te dobra synowi, również Wojciechowi. Ten Wojciech żył jeszcze w 1766. r. Pozostawił syna Teofila ur. 1746 r., wojskiego zawkrzańskiego, który po nim odziedziczył Mochowo i tam zmarł w 1800 roku Synami Teofila byli: Edward, ur. w 1775 r. generał polski i francuski, patron Publicznego Gimnazjum w Mochowie oraz Ignacy ur. w 1776 r.
Pod koniec XVIII wieku Mochowo przeszło na własność Adama Witowskiego, który w 1797 r. sprzedał te dobra szambelanowi Józefowi-Bonifacemu Zaleskiemu. W 1817 r. w Mochowie było 30 domów i 243 mieszkańców. Józef Zaleski zmarł w 1830 r. pozostawiając wdowę Antoninę z Gzowskich i liczne potomstwo. Mochowo wziął jeden z synów Józef Zaleski. Na przełomie XIX i XX wieku dobra Mochowo wielokrotnie zmieniały właściciela. W 1865 r. Mochowo kupił Seweryn Niesiołowski z Poznańskiego i sprzedał w 1867. r. Aleksandrowi Nitkowskiemu. W 1873 r. Mochowo zostało wystawione na licytację na której dobra liczące 326 ha powierzchni kupił Ryszard Sznabel z Wrocławia. W 1912 roku założono tu jedną z pierwszych w powiecie ochotniczych straży pożarnych. W 1912 r. właścicielem majątku był Edward Borawski. W 1922 r. dziedzicem był Walenty Anasiewicz. W 1945 r. rozparcelowano majątek ziemski liczący około 182 ha.

## Parafia w Mochowie

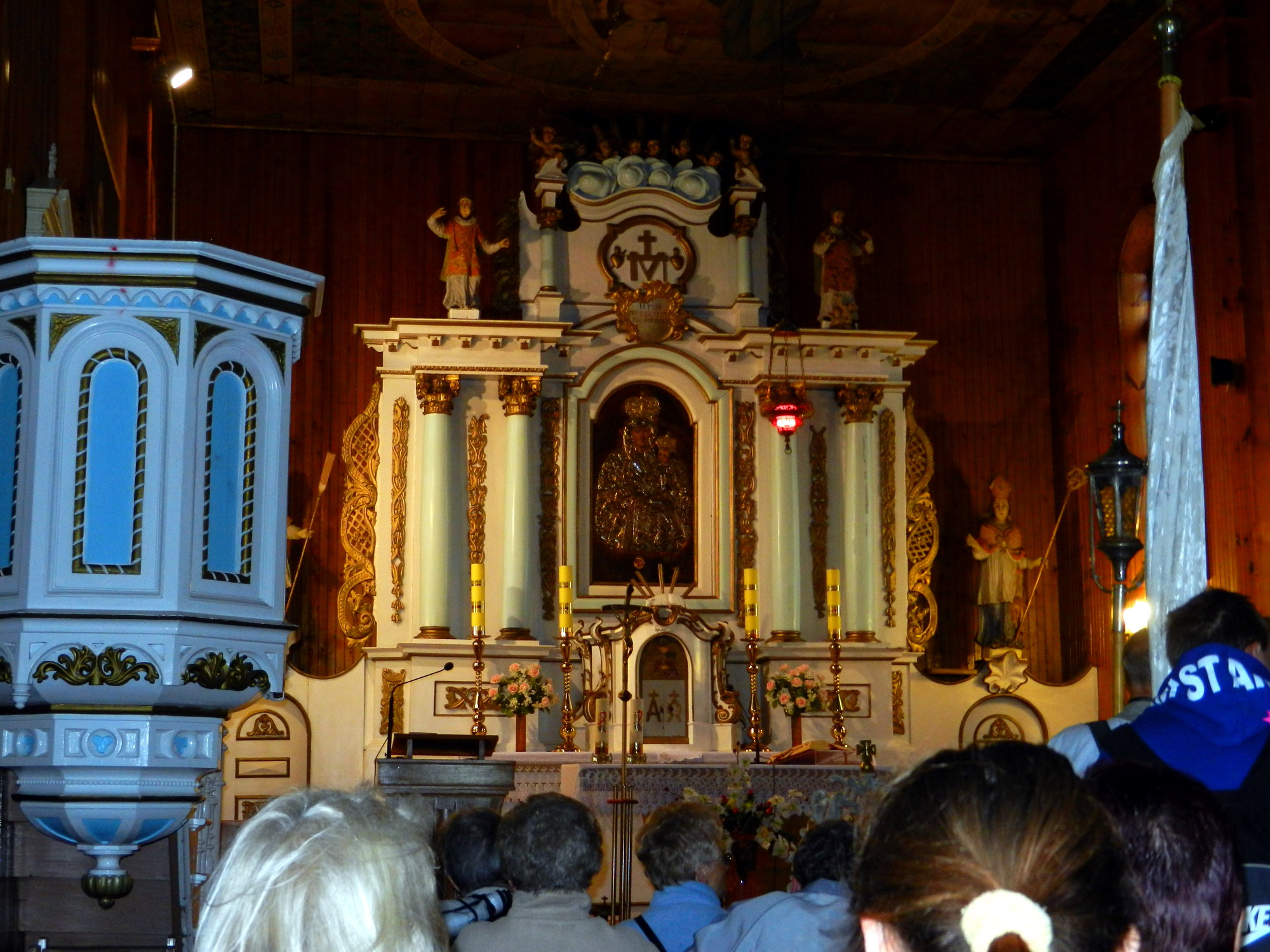
Ołtarz w kościele

Parafię św. Marcina w Mochowie erygowano w końcu XIV wieku. Pierwsza wzmianka o kościele pochodzi z 1401 r. Świątynia ta miała trzy ołtarze i była pod wezwaniem św. Wojciecha i Doroty. Istniejący obecnie drewniany kościół pw. Św. Marcina w Mochowie został ufundowany przez Marcina Michowskiego, konsekrowany 15 października 1684 r. przez Stanisława Całowańskiego, sufragana płockiego, biskupa lacedemońskiego, archidiakona i oficjała generalnego, proboszcza pułtuskiego, sekretarza JKM.
Najprawdopodobniej od imienia fundatora, kościół ten otrzymał wezwanie św. Marcina, choć jeszcze w drugiej połowie XVIII wieku funkcjonowało równolegle wezwanie Matki Boskiej Śnieżnej. Świątynię przebudował w 1780 r. wojski zawkrzeński Teofil Żółtowski, a konsekrował w 1783 r. bp Wojciech Gadomski. Gruntowny remont kościoła miał miejsce w 1876 r.

## Wyposażenie kościoła
Obecnie w ołtarzu głównym jest obraz Matki Bożej Śnieżnej w srebrnej sukience. Na zasuwie umieszczono przedstawienie świętego Wincentego Ferreriusza. Na gzymsie umieszczono postaci świętych: Szczepana i Wawrzyńca, a po bokach, nad bramkami, świętych: Wojciecha i Stanisława. Północny ołtarz boczny poświęcony jest Bożemu Miłosierdziu, po jego bokach umieszczono figury świętych: Barbary i (zapewne) Katarzyny. W zwieńczeniu umieszczono obraz (zapewne) świętego Ignacego Loyoli. Ołtarz boczny, południowy poświęcony jest świętemu Marcinowi, jego to przedstawienie umieszczono w centralnej części nastawy, którą flankują figury świętych Jana Nepomucena i drugiego, nierozpoznanego. W zwieńczeniu umieszczono obraz (zapewne) świętego Stanisława Kostki.
W bocznej kaplicy jest trzeci ołtarz boczny, w nastawie którego umieszczono kopię obrazu Matki Bożej Żurawińskiej.

## Urodzeni w Mochowie
- Edward Żółtowski, ur. 18 marca 1775, syn Teofila, wojskiego zawkrzańskiego, generał polski i francuski, odznaczony Krzyżem Legii Honorowej w 1814 r.
- Wincenty Jegliński, ur. 29 marca 1896, syn Władysława i Teofili z Radziłowskich, nauczyciel, inspektor szkolny, porucznik Wojska Polskiego, zamordowany w 1940 r. w Katyniu.
- Jan Anasiewicz (ur. 15 lipca 1908, syn Walentego i Klary z Kobylińskich, zm. w kwietniu 1940) – kapitan artylerii Wojska Polskiego, ofiara zbrodni katyńskiej.

## Jednostki publiczne
- Posterunek Policji
- Szkoła Podstawowa im. Jana Pawła II
- Gimnazjum im. gen. Edwarda Żółtowskiego
- Gminna Biblioteka Publiczna
- Gminny Ośrodek Pomocy Społecznej
- Urząd Gminy
- Ochotnicza Straż Pożarna